# Gli Stramilano
Gli Stramilano sono un duo di artisti (Gianni Bambozzi e Paolo Menichini) che compongono e interpretano canzoni in dialetto milanese, contribuendo a mantenere viva e aggiornare la tradizione meneghina. Da un lato ripropongono i brani più caratteristici della vecchia Milano (La Balilla, Porta Romana bella, Madonnina), dall'altro compongono nuove canzoni dialettali sulla vita della Milano di oggi con ritmi decisamente moderni (A Milan Se Viv Inscì, Luna Milanesa, Tupicada).
Per la loro caratteristica locale, gli Stramilano si esibiscono soprattutto all'interno di manifestazioni musicali di Milano o della Lombardia (per esempio il "Festival del Lario" 2006), oltre che nelle trasmissioni di emittenti lombarde (Antenna 3 Lombardia e Telelombardia). Ma con l'incisione dell'album Tupicada (2006) cominciano ad essere conosciuti ed apprezzati anche da un pubblico più vasto.
Come spesso avviene, l'origine del gruppo è piuttosto complessa. Il maggiore dei due componenti, Gianni Bambozzi, ha esperienze nello spettacolo fin dagli anni '60, quando si esibiva, insieme a Renzo Schiroli, al Derby e in altri cabaret milanesi ("I Gatti folk"). Tra l'altro, nel 1979 Gianni Bambozzi ebbe anche modo di recitare al Piccolo Teatro sotto la direzione di Giorgio Strehler nel ruolo di Barbapedana ne El nost Milan di Carlo Bertolazzi. Conclusa nel 1982 l'esperienza dei "Gatti", Bambozzi si ritirò per qualche tempo dalle scene, fino al 1991, quando, incontrando il più giovane Paolo Menichini i due diedero vita ad un sodalizio (allora denominato "I Mediolanum") specializzato nelle canzoni milanesi.
Nel 2002 cominciarono le apparizioni televisive, su Telelombardia, in un quartetto costituito anche dal duo "Cantamilano". Quando nel 2004 quest'ultimo gruppo si sciolse, i due continuarono a cantare insieme, col nuovo nome di "Gli Stramilano".
Ultimamente si esibiscono spesso insieme ad Enrico Beruschi.

## Discografia

### Cassoeula a colazione(2005)
1. Passeggiando per Milano
2. I bei tempi indrè
3. Cassoeula a colazione
4. Barbera e champagne
5. Madunina guarda giò
6. La solusiun
7. La nebbia
8. Mi rompono i bignè
9. Rossi Stanislao
10. Te voeri ben
11. L'ultim Milanes
12. Luna Milanesa

### Le milanesi sempreverdi(2006)
1. Porta Romana
2. Matilde Fumagalli
3. El me gatt
4. Piazza F.lli Bandiera
5. Per quel vizi
6. El barbun di Navili
7. Il primo furto
8. La Balilla
9. A l'era sabet sera
10. Mi sunt un malnatt (La trebisunda)
11. La canzon del Navili
12. Madonina

### Tupicada(2005, Duck Records)
1. Tupicada
2. Trani A Gogo'
3. Stramilano
4. Dicono Che Milano
5. Sambabalera
6. Barilika
7. La Forza Dell'Amore
8. A Milan Se Viv Insci'
9. Che Rottura De Ball
10. Festa In Piazza
11. Sciura Maria
12. Ci Vuole Fantasia
13. Picun Pica Pianin